# Steven Smith (Basketballspieler)
Steven A. Smith (* 12. April 1983 in Philadelphia) ist ein US-amerikanischer Basketballspieler. 

## Leben
Bis Dezember der Spielzeit 2010/2011 spielte er für die EWE Baskets Oldenburg in der Basketball-Bundesliga. Mitte Dezember wurde sein Vertrag aufgrund schwacher Leistungen aufgelöst. Smith wechselte daraufhin nach Griechenland zu Panellinios Athen. In Griechenland hatte er bereits in der Saison 2008/2009 bei Kolossos Rhodos gespielt. In der Saison 2011/12 stand Smith beim griechischen Rekordmeister Panathinaikos Athen unter Vertrag, wo er mit dem Pokalsieg den ersten Profititel seiner Karriere gewinnen konnte.

## Erfolge
- Griechischer Pokalsieger: 2012